# Flavia Severin

a Compétitions nationales et continentales officielles uniquement.

b Matchs officiels uniquement.
Flavia Severin, née le 1er avril 1987 à Trévise (Italie), est une joueuse internationale italienne de rugby à XV évoluant au poste de deuxième ligne ou troisième ligne centre. Elle est également boxeuse en parallèle.

## Biographie
Flavia Severin débute le rugby à XV à l'école de rugby de Paese. Elle doit arrêter à l'âge de douze ans car il n'y a pas de section féminine dans son club. elle se consacre alors à l'haltérophilie et au lancer du poids. À 18 ans, elle reprend le rugby dans les rangs des Red Panthers, la section féminine du Benetton Trévise. Peu après, elle se lance également dans la boxe. 

### Rugby à XV
Pour sa première saison de rugby senior, elle est convoquée en équipe d'Italie avec une première sélection en février 2006 contre l'Angleterre (défaite 10-17). Dans la foulée, elle gagne son premier titre national. Par la suite elle gagne de nouveaux titres avec son club, mais elle fait une pause en 2015 pour se consacrer exclusivement à la boxe, dans l'espoir de se qualifier pour les Jeux olympiques. Elle revient en équipe nationale pour la Coupe du monde 2017. 

### Boxe
Après un titre nationale des lourds en 2013, elle participe au championnat d'Europe 2014 à Bucarest où elle est battue en finale par Maria Kovacs. En 2015, elle perd du poids pour passer dans la catégorie des poids moyens et vise la qualification pour les Jeux de Rio. Elle se présente aux championnats du monde mais ne tient pas la limite de poids et doit participer à la compétition poids lourds. Elle est battue en quart de finale. 
Elle remporte un nouveau titre national des lourds en 2017. 

## Palmarès

### Rugby à XV
- Vainqueur du championnat d'Italie en 2006, 2008, 2009 et 2011 avec le Benetton Trévise.

### Boxe
- Vice-championne d'Europe poids lourd en 2014.
- Championne d'Europe poids lourd en 2018.
- Médaille de bronze poids lourd aux championnats d'Europe en 2019.